# نادي بورثمادوغ
نادي بورثمادوغ لكرة القدم (بالويلزية: Clwb Pêl Droed Porthmadog، يختصر أيضا باسم بورت) هو فريق كرة قدم، يلعب في دوري شمال ويلز، الدرجة الثانية من هرم كرة القدم الويلزي.
تأسس نادي بورثمادوغ لكرة القدم في أكتوبر 1872 (كان يعتقد في الأصل أنه عام 1884 حتى تم اكتشاف تاريخ التأسيس الفعلي في نوفمبر 2020).

## وصلات خارجية
- الموقع الرسمي